# Fácies
A fácies (facies=arc, vagy arculat, latinul) a kőzetek olyan tulajdonságainak összessége, amelyek azok egykori keletkezési viszonyait, körülményeit és környezetét tükrözik. Ilyen tulajdonságok például: ásványos összetétel, kőzetszövet és -szerkezet, ősmaradvány tartalom. A rétegtan legfontosabb jellemzőit Nicolaus Steno írta le, a fácies kifejezést egy svájci geológus, Amanz Gressly vezette be 1838-ban, ezzel jelentős szerepet játszott a modern rétegtan alapjainak lerakásában.
A metamorf kőzetek (átalakult) kőzetek fácieseit a szilárd fázisban lejátszódó átalakulásban szerepet játszó nyomás és hőmérséklet határozza meg. Ennek következményeképpen jellemző ásványtársulások találhatók bennük.
A magmás kőzetek esetében a fácies az olvadékok fizikai-kémiai viszonyait tükrözi.
Az üledékes kőzetek esetében igazán fontos jellemző a fácies, ezért általában csak üledékeknél szokás fáciesről beszélni. Léteznek tengeri és szárazföldi fáciesek attól függően, hogy az üledékek a vízszint alatt vagy felett rakódtak le. A fácieskutatások szempontjából a tengeri fácieseknek van a legnagyobb jelentőségük mivel egységesebbek, a szárazföldi fáciesek nagyon sokféle tényező hatása alatt voltak és ennek következtében diverzifikálódtak.
A szedimentológiában az üledékes fácies az a függőleges kőzetoszlop, amely azonos felhalmozódási folyamat során jött létre, tehát a sorozatot alkotó, akár eltérő kőzetminőségű üledékrétegek, genetikailag összetartoznak. A törmelékes üledékes kőzetek esetében a réteg fogalmát nem célszerű használni, ugyanis a genetikai szemléletnek a réteg, mint kőzettípus, nem tesz eleget. Az üledékszerkezeti jegyek szerepe a genetikai azonosításban egyenrangú a kőzettípussal.

## Litofácies
Litofácies (kőzetkifejlődés) két fogalmat takar:
- A kőzetösszlet kifejlődési módja, tekintet nélkül a korára. E kategóriában a kiscelli agyag és a bádeni agyag azonos, annak ellenére, hogy különböző korúak
- Egy rétegtani egységen belül az üledék azonos vagy különböző voltára utal. Például az oligocénben Magyarországon keletkező agyagok lehetnek tengeri- és szárazföldi fáciesűek.

## Biofácies
Biofácies (életkifejlődés) a szerves maradványok összességét jelzi, különös tekintettel az életmódokra.

## Fácieselemzés
1. Kőzetkeletkezés módjának meghatározása
2. Fauna- és flóravizsgálat
3. Érintkező rétegtani egységek vizsgálata

### Kőzetkeletkezés módja
Általános földtani vizsgálatokkal a leülepedés környezete írható le, az üledékes kőzettani vizsgálatok pedig a konkrét üledék fizikai-kémiai viszonyairól szolgáltat adatokat. Legfontosabb az üledéket alkotó szemcsék eredetének és a keletkezési viszonyoknak, vagyis a diagenezis folyamatának megállapítása.

### Paleobiológiai vizsgálat
Elsősorban a fáciesjelző fosszíliák keresése és vizsgálata fontos, mivel ezek jól meghatározott életterekhez köthetők. Az ősmaradványok beágyazódása a kőzet keletkezésével függ össze. Meg kell állapítani az ősmaradványok elpusztulásának okát. Tömeges pusztulás esetén ugyanis nem biocönózist (életközösséget) találtunk, hanem sírközösséget. Az életközösség minden bizonnyal az eredeti élőhelyen fosszilizálódik, míg a sírközösség esetén áthalmozódás, elsodródás is lehetséges. A legjellemzőbb sírközösség a csontbreccsa.

### Rétegtani vizsgálat
Az egyidőben keletkezett, de eltérő fáciesek és a nem azonos korú, de azonos fáciesű üledékek változásai a térszín formálódására, emelkedésére vagy süllyedésére és éghajlatára utalnak. Ebből következik a Walther-féle fáciestörvény. Eszerint a fáciesek egyidejű kapcsolata közvetlenül hat – folytonos üledékképződés esetén – a rétegsor kifejlődésére. Csak olyan fáciesek települhetnek egymásra, amelyek egy időben egymás mellett is létezhetnek. Például ugyanabban a rétegsorban abráziós partszegélyi konglomerátumot nem követhet mélytengeri slír, mert ezek egymás mellett nem keletkeznek, nem lehetnek közvetlen kapcsolatban, kell lenni köztük sekélytengeri és nyílttengeri üledékeknek. Folytonos üledékképződés esetén a tengerszint emelkedés (transzgresszió) az üledékszemcsék fokozatos finomodását okozza, az ellenkezője (regresszió) fordítva, fokozatosan durvább szeműt.
Az egy időben egymás mellett lévő fácieseket ezért helyettesítő fácieseknek nevezik. A fáciesek megjelölése történhet a képződés körülményeire utalóan vagy az adott környezet jellemző kőzettípusára utalóan. A helyet jelölő nevek a kontinentális (szárazföldi), limnikus (édesvízi, folyóvízi, tavi, mocsári), litorális (partszegélyi), neritikus (nyílttengeri) és batiális (mélytengeri). Ennél jóval pontosabb például a lajtamészkő fácies megnevezés, hiszen ebben a sekélytengeri fácies meghatározáson kívül a mésziszapos aljzat, az átvilágított meleg víz, részben csökkentsósvízi környezet és a jellemző élőlénytársulás is benne foglaltatik.
A fáciesek változásait általában fáciesdiagramokon ábrázolják.